# كأس ليختنشتاين 2017–18
كأس ليختنشتاين 2017–18 (بالألمانية: Liechtensteiner Cup 2017/18)‏ هو الموسم 73 من  كأس ليختنشتاين. أقيم خلال الفترة 22 أغسطس 2017 وحتى 2 مايو 2018، وكان عدد الأندية المشاركة فيه  16، وفاز فيه نادي فادوتس.